# James W. Carroll
James "Jim" W. Carroll, född  1954 i Dallas, Texas, är en amerikansk filmregissör, kompositör, författare, manusförfattare och har medverkat i olika TV-serier.
Han är känd för filmerna Evil Behind You, Black Easter och Assassins 33 A.D.

## Biografi
Carroll är son till James M. Carroll, en ingenjör, och Nola "Jean" Carroll, en lärarinna. 
Den 31 december 1973 blev han stoppad för fortkörning på Old Orchard Baptist Churchs parkering. När polisen lämnat platsen så gick Carroll in i kapellet där som hade helnattsböner. Denna omständighet påstår han förändrade hans liv. När han tillbringade tid i kapellet så hade han ett möte med Gud. Mitt i natten så "tog han emot Jesus som sin frälsare och vän".

## Familj
Jim Carroll fick två söner med Dawn Terry som han var gift med 1977 och skilde sig med 23 år senare. Han har även två döttrar och ett barnbarn. 

## Filmografi

### TV-program
| År        | Titel                             | Roll                     | Övrigt     |
| --------- | --------------------------------- | ------------------------ | ---------- |
| 2013      | Fox & Friends                     | Sig själv                | 1 avsnitt  |
| 2014      | Marriage Boot Camp: Bridezillas   | Programledare & regissör |            |
| 2014-2016 | Marriage Boot Camp: Reality Stars | Programledare & Regissör | 50 avsnitt |
| 2016      | WGN Morning News                  | Sig själv                | 1 avsnitt  |
| 2016-2017 | Poker Night in America            | Sig själv                | 10 avsnitt |

### Filmer
| År   | Titel            | Roll                         | Övrigt                           |
| ---- | ---------------- | ---------------------------- | -------------------------------- |
| 2006 | Evil Behind You  | Regissör och manusförfattare | Spelade också rollen som svärfar |
| 2020 | Assassin 33 A.D. | Regissör och manusförfattare |                                  |
| 2021 | Black Easter     | Regissör och manusförfattare |                                  |